# Meridiano 72 E
Meridiano 72 E é um meridiano que, partindo do Polo Norte, atravessa o Oceano Ártico, Ásia, Oceano Índico, Oceano Antártico, Antártida e chega ao Polo Sul. Forma um círculo máximo com o Meridiano 108 W.
Começando no Polo Norte, o meridiano 72º Este tem os seguintes cruzamentos:
| País, território ou mar | Notas |
| ----------------------- | --- |
| Oceano Ártico           | |
| Rússia                  | Península de Yamal |
| Golfo de Ob             | |
| Rússia                  | |
| Cazaquistão             | |
| Quirguistão             | |
| Uzbequistão             | |
| Quirguistão             | |
| Tajiquistão             | |
| Afeganistão             | |
| Paquistão               | |
| Índia                   | |
| Oceano Índico           | Passa a leste do Recife Cherbaniani, Laquedivas, Índia · Passa a leste do Recife Byramgore, Laquedivas, Índia · Passa a oeste do atol Bitra, Laquedivas, Índia · Passa a oeste do atol Peremul Par, Laquedivas, Índia · Passa a oeste da Ilha Agatti, Laquedivas, Índia · Passa a leste de Peros Banhos, Território Britânico do Oceano Índico |
| Oceano Antártico        | |
| Antártida               | Território Antártico Australiano, reclamado pela Austrália |